# Tom Chilton

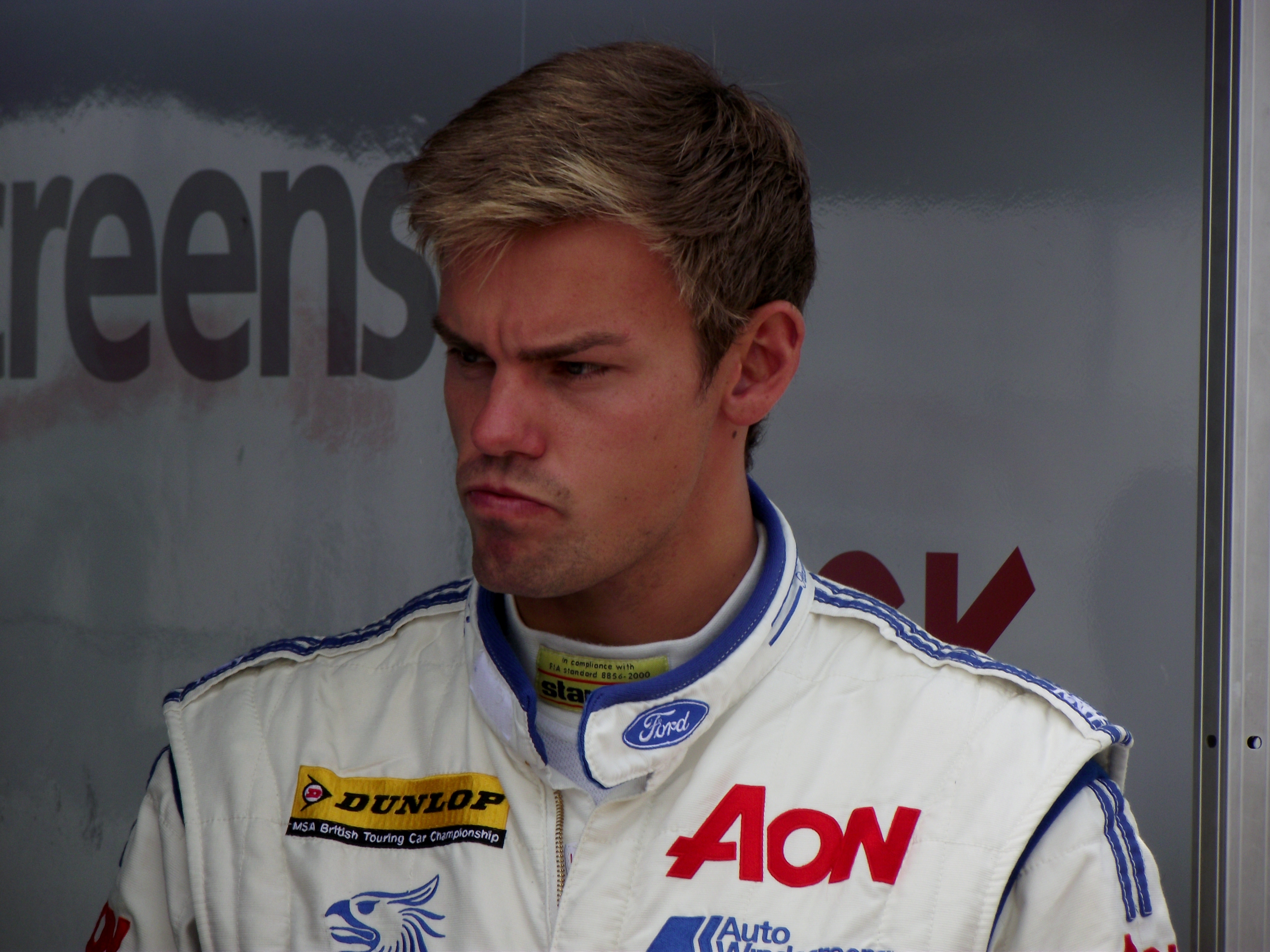
Tom Chilton (2011)

Thomas James „Tom“ Chilton (* 15. März 1985 in Reigate) ist ein britischer Automobilrennfahrer. Er startete von 2002 bis 2011 in der British Touring Car Championship (BTCC). Von 2012 bis 2015 trat er in der Tourenwagen-Weltmeisterschaft (WTCC) an. Er ist der ältere Bruder des Rennfahrers Max Chilton.

## Karriere
Chilton begann seine Motorsportkarriere in den T Cars. Er fuhr dort 2000 und 2001 und wurde beide Jahre Gesamtdritter. 2002 wechselte er in die British Touring Car Championship (BTCC) zu Barwell Motorsport. Er fuhr zunächst einen Vauxhall Astra Coupé. Bereits bei seinem Debütrennen erzielte er mit einem dritten Platz seine erste Podest-Platzierung. Er beendete die Saison auf dem 15. Gesamtrang.
2003 wechselte Chilton zu Arena Motorsport, die in dieser Saison als Honda-Werksteam mit einem Honda Civic Type-R fuhren. Während sein Teamkollege Matt Neal fünf Rennen gewann und Dritter wurde, verbesserte sich Chilton mit einem dritten Platz als beste Platzierung auf dem neunten Meisterschaftsplatz. 2004 gewann er sein erstes Rennen und schloss die Saison mit insgesamt zwei Siegen erneut auf dem neunten Platz ab. 2005 gewann Chilton vier BTCC-Rennen. Am Saisonende belegte der Rennfahrer, der zum Saisonauftakt und -finale nicht angetreten war, den fünften Platz in der Fahrerwertung. Darüber hinaus nahm er für Zytek an Langstreckenrennen teil. Er ging in der Le Mans Endurance Series an den Start und gewann zusammen mit Hayanari Shimoda ein Rennen. In der LMP1-Wertung wurde er Sechster. In der American Le Mans Series (ALMS) gewann er, ebenfalls zusammen mit Shimoda, ebenfalls ein Rennen.

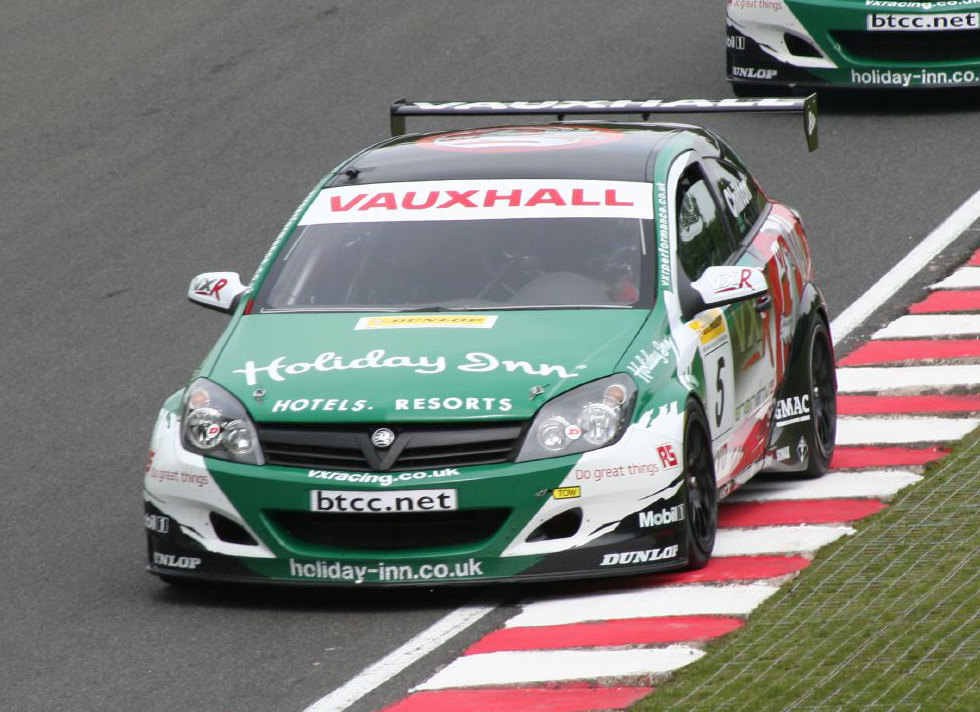
Tom Chilton 2006 in der BTCC in einem Vauxhall Astra

Nachdem Arena Motorsport die BTCC verlassen hatte, wechselte Chilton 2006 zu VX Racing und erhielt erneut einen Vauxhall Astra. Mit einem zweiten Platz als bestes Ergebnis schloss er die Saison auf dem siebten Platz ab. 2007 bestritt er eine weitere Saison für VX Racing, die ab dieser Saison einen Vauxhall Vectra einsetzen. Während sein Teamkollege Fabrizio Giovanardi den Meistertitel gewann, wurde Chilton mit einem zweiten Platz als bestes Ergebnis Neunter. Darüber hinaus trat er für Arena Motorsport zu je zwei Rennen der ALMS und der Le Mans Series an. 2008 wechselte Chilton zurück in ein Honda-Team und trat für das Team Dynamics in einem Honda Civic in der BTCC an. Mit einem Sieg beim Saisonfinale wurde er Meisterschaftszehnter.

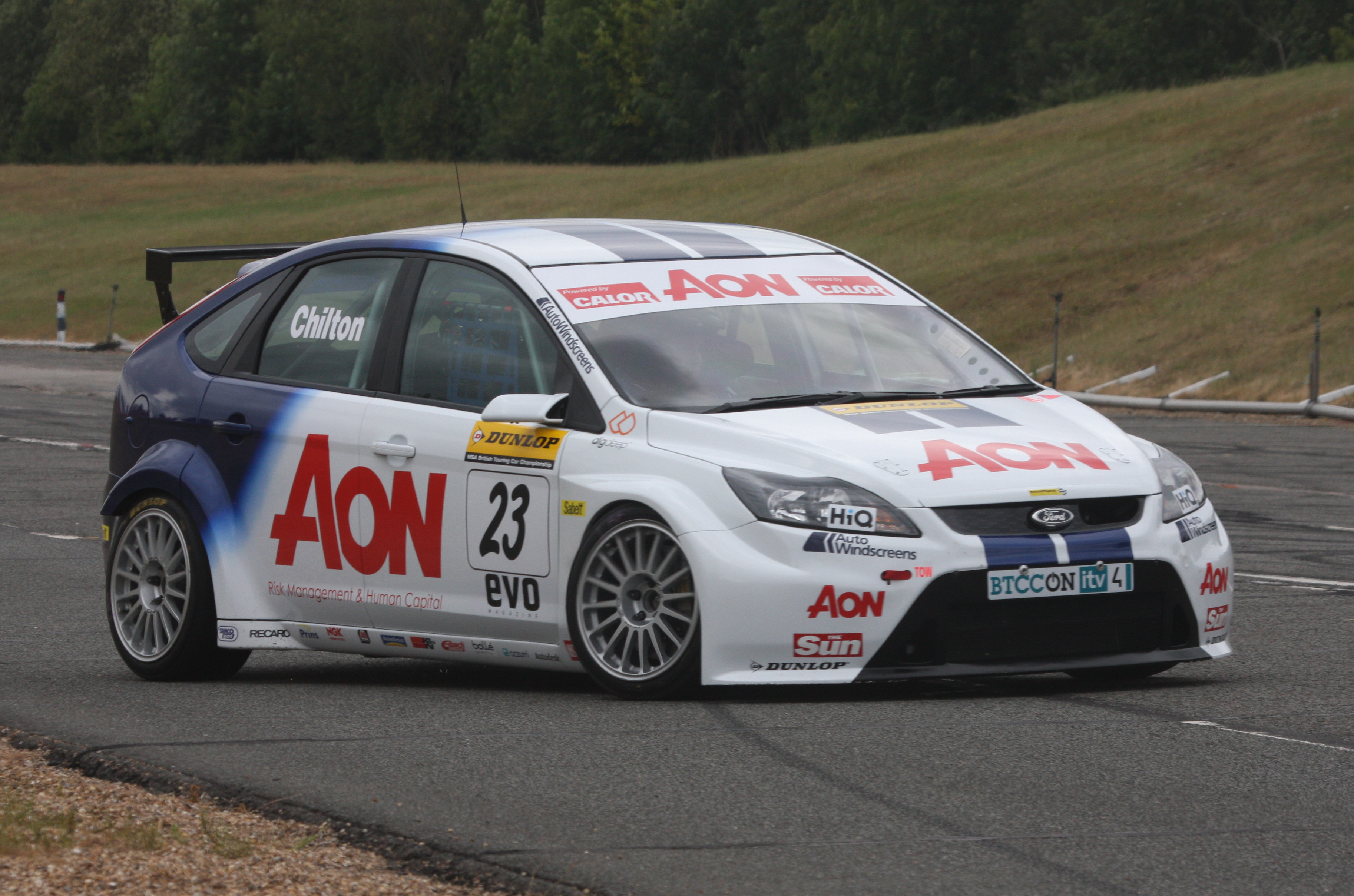
Tom Chilton 2010 in der BTCC in einem Ford Focus

2009 kehrte Chilton zu Arena Motorsport zurück, die als Team Aon in der BTCC mit einem Ford Focus an den Start gingen. Nachdem er in der ersten Saisonhälfte nur wenige Punkte erzielt hatte, folgten zum Ende der Saison drei Podest-Platzierungen. Ein Sieg blieb ihm allerdings verwehrt. In der Meisterschaft wurde er 13. 2010 gewann Chilton für Arena Motorsport startend drei Rennen und belegte eine Position hinter seinem Teamkollegen Tom Onslow-Cole den fünften Gesamtrang. 2011 blieb Chilton bei Arena Motorsport. Er schloss die Saison mit zwei Siegen als bester Pilot seines Teams auf dem siebten Meisterschaftsplatz ab.
2012 ging Chilton für das Team Aon in einem Ford Focus in der Tourenwagen-Weltmeisterschaft (WTCC) an den Start. Mit einem siebten Platz als bestem Ergebnis wurde er 22. in der Fahrerwertung. 2013 wechselte Chilton zu RML, dem Meisterteam des Vorjahres, und wurde Teamkollege von Yvan Muller. Das Team setzte einen Chevrolet Cruze 1.6T ein. In Sonoma gelang ihm sein erster Sieg. In Shanghai gewann er erneut. Mit insgesamt sechs Podest-Platzierungen beendete er die Saison auf dem fünften Rang, während Muller Weltmeister wurde. Chilton hatte mit 213 Punkten weniger als die Hälfte der Punkte von Muller (431 Punkte) erzielt.
2014 fuhr Chilton einen Chevrolet Cruze von ROAL Motorsport. Auf dem Goldenport Circuit gewann er ein Rennen. Mit einer weiteren Podest-Platzierung lag er am Saisonende auf dem achten Platz. Intern unterlag Chilton Tom Coronel mit 150 zu 159 Punkten. 2015 blieb Chilton bei ROAL Motorsport in der Tourenwagen-Weltmeisterschaft. Mit einem dritten Platz als bestem Ergebnis erreichte er den elften Gesamtrang.

## Sonstiges
Chiltons Vater Grahame Chilton ist der stellvertretende Vorsitzende des US-amerikanischen Unternehmens Aon Corporation. Das Unternehmen tritt als Sponsor von Tom Chilton auf.

## Statistik

### Karrierestationen
| - 2000: T Cars (Platz 3) - 2001: T Cars (Platz 3) - 2002: BTCC (Platz 15) - 2003: BTCC (Platz 9) - 2004: BTCC (Platz 9) - 2005: BTCC (Platz 5) - 2005: LMS, LMP1 (Platz 6) | - 2005: ALMS, LMP1 (Platz 12) - 2006: BTCC (Platz 7) - 2007: BTCC (Platz 9) - 2007: Le Mans Series, LMP1 (Platz 12) - 2007: ALMS, LMP1 (Platz 13) - 2008: BTCC (Platz 10) - 2009: BTCC (Platz 13) | - 2010: BTCC (Platz 5) - 2011: BTCC (Platz 7) - 2012: WTCC (Platz 22) - 2013: WTCC (Platz 5) - 2014: WTCC (Platz 8) - 2015: WTCC (Platz 11) |

### Einzelergebnisse in der Tourenwagen-Weltmeisterschaft (WTCC)
| Jahr | Team            | 1   | 2   | 3    | 4   | 5    | 6   | 7   | 8   | 9   | 10  | 11  | 12  | 13  | 14  | 15  | 16  | 17  | 18  | 19  | 20  | 21  | 22  | 23  | 24  | Punkte | Rang |
| ---- | --------------- | --- | --- | ---- | --- | ---- | --- | --- | --- | --- | --- | --- | --- | --- | --- | --- | --- | --- | --- | --- | --- | --- | --- | --- | --- | ------ | ---- |
| 2012 | Team Aon        | ITA | ITA | ESP  | ESP | MAR  | MAR | SLK | SLK | HUN | HUN | AUT | AUT | POR | POR | BRA | BRA | USA | USA | JPN | JPN | CHN | CHN | MAC | MAC | 7      | 22.  |
| 2012 | Team Aon        | 13  | 16  | 19   | 15  | 7    | 16* | DNF | 10  | 15  | 14  | 16  | 11  | 16  | 15  | 18  | 16* | 12  | 15  | 15  | 18  | 11  | 19  | 13  | DNF | 7      | 22.  |
| 2013 | RML             | ITA | ITA | MAR  | MAR | SLK  | SLK | HUN | HUN | AUT | AUT | RUS | RUS | POR | POR | ARG | ARG | USA | USA | JPN | JPN | CHN | CHN | MAC | MAC | 213    | 5.   |
| 2013 | RML             | 2   | 5   | DNF5 | 3   | DNF5 | 7   | 7   | 7   | 72  | NC  | 9   | 6   | 2   | 9   | 32  | 12  | 1   | 11  | 43  | 6   | 12  | 10  | DNF | DNF | 213    | 5.   |
| 2014 | ROAL Motorsport | MAR | MAR | FRA  | FRA | HUN  | HUN | SLK | SLK | AUT | AUT | RUS | RUS | BEL | BEL | ARG | ARG | CHN | CHN | CHN | CHN | JPN | JPN | MAC | MAC | 150    | 8.   |
| 2014 | ROAL Motorsport | 43  | 4   | 95   | 15  | 14   | 7   | 5   | C   | 6   | DNF | 5   | 6   | 10  | 10  | 6   | DNF | 1   | 8   | DNF | 7   | 24  | 10  | 12  | 7   | 150    | 8.   |
| 2015 | ROAL Motorsport | ARG | ARG | MAR  | MAR | HUN  | HUN | GER | GER | RUS | RUS | SLK | SLK | FRA | FRA | PRT | PRT | JPN | JPN | CHN | CHN | THA | THA | QAT | QAT | 96     | 11.  |
| 2015 | ROAL Motorsport | 8   | 8   | 145  | 4   | 7    | 3   | 9   | DNS | 65  | 9   | 7   | DNF | 5   | 8   | 14  | 13  | DNF | 6   | DNF | DNS | DNF | 4   | 13  | 13  | 96     | 11.  |

Legende
| Legende  | Legende            | Legende                                                          |
| Farbe    | Abkürzung          | Bedeutung                                                        |
| -------- | ------------------ | ---------------------------------------------------------------- |
| Gold     | –                  | Sieg                                                             |
| Silber   | –                  | 2. Platz                                                         |
| Bronze   | –                  | 3. Platz                                                         |
| Grün     | –                  | Platzierung in den Punkten                                       |
| Blau     | –                  | Klassifiziert außerhalb der Punkteränge                          |
| Violett  | DNF                | Rennen nicht beendet (did not finish)                            |
| Violett  | NC                 | nicht klassifiziert (not classified)                             |
| Rot      | DNQ                | nicht qualifiziert (did not qualify)                             |
| Rot      | DNPQ               | in Vorqualifikation gescheitert (did not pre-qualify)            |
| Schwarz  | DSQ                | disqualifiziert (disqualified)                                   |
| Weiß     | DNS                | nicht am Start (did not start)                                   |
| Weiß     | WD                 | zurückgezogen (withdrawn)                                        |
| Hellblau | PO                 | nur am Training teilgenommen (practiced only)                    |
| Hellblau | TD                 | Freitags-Testfahrer (test driver)                                |
| ohne     | DNP                | nicht am Training teilgenommen (did not practice)                |
| ohne     | INJ                | verletzt oder krank (injured)                                    |
| ohne     | EX                 | ausgeschlossen (excluded)                                        |
| ohne     | DNA                | nicht erschienen (did not arrive)                                |
| ohne     | C                  | Rennen abgesagt (cancelled)                                      |
| ohne     | keine WM-Teilnahme |                                                                  |
| sonstige | P/fett             | Pole-Position                                                    |
| sonstige | 1/2/3/4/5/6/7/8    | Punktplatzierung im Sprint-/Qualifikationsrennen                 |
| sonstige | SR/kursiv          | Schnellste Rennrunde                                             |
| sonstige | *                  | nicht im Ziel, aufgrund der zurückgelegten Distanz aber gewertet |
| sonstige | ()                 | Streichresultate                                                 |
| sonstige | unterstrichen      | Führender in der Gesamtwertung                                   |

- 1: Erster im Qualifying, 2: Zweiter im Qualifying, …